# Schönermark
Schönermark é um município da Alemanha, situado no distrito de Oberhavel, no estado de Brandemburgo. Tem 11,85 km² de área, e sua população em 2019 foi estimada em 459 habitantes.